# スリックタイヤ

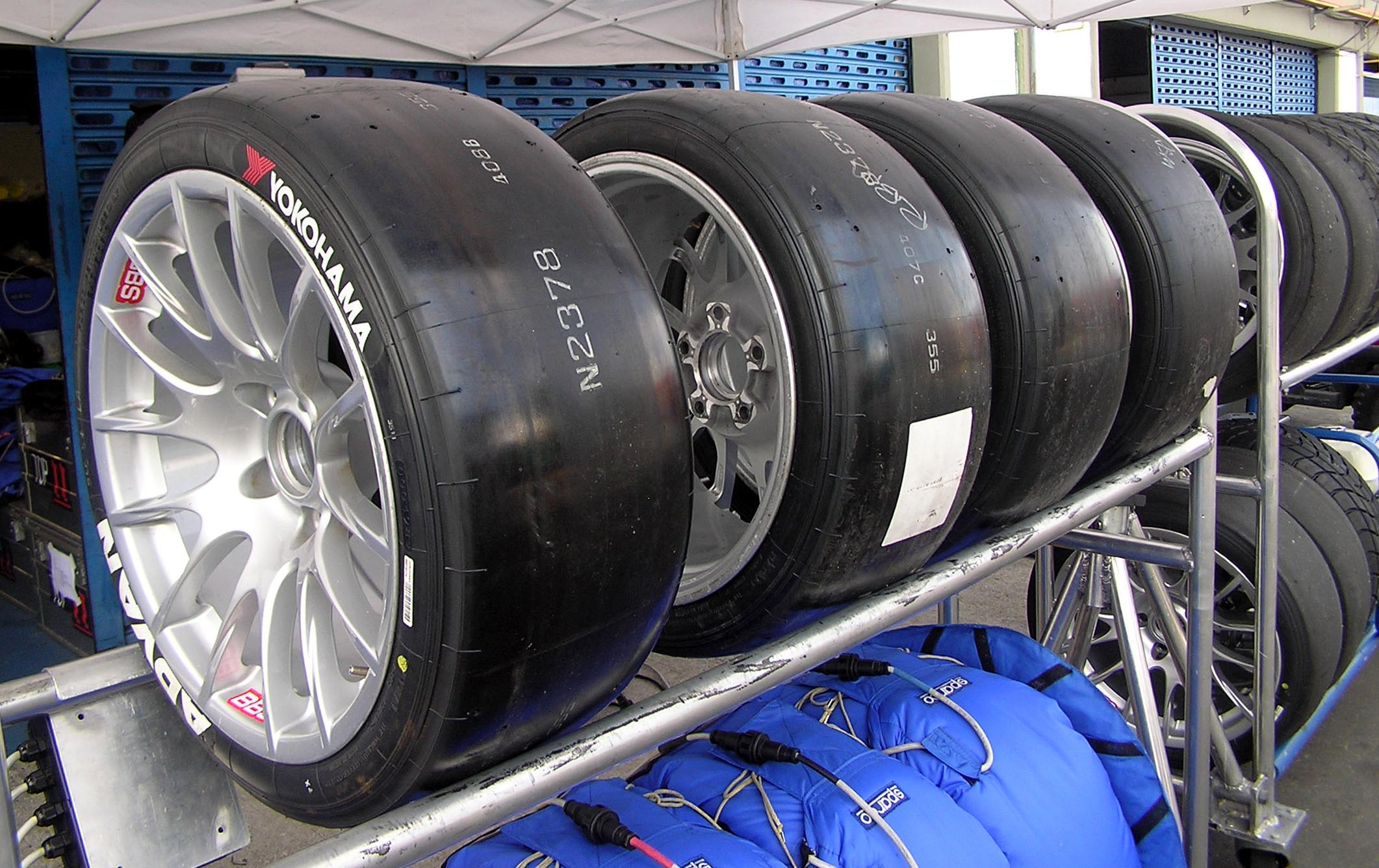
スリックタイヤ

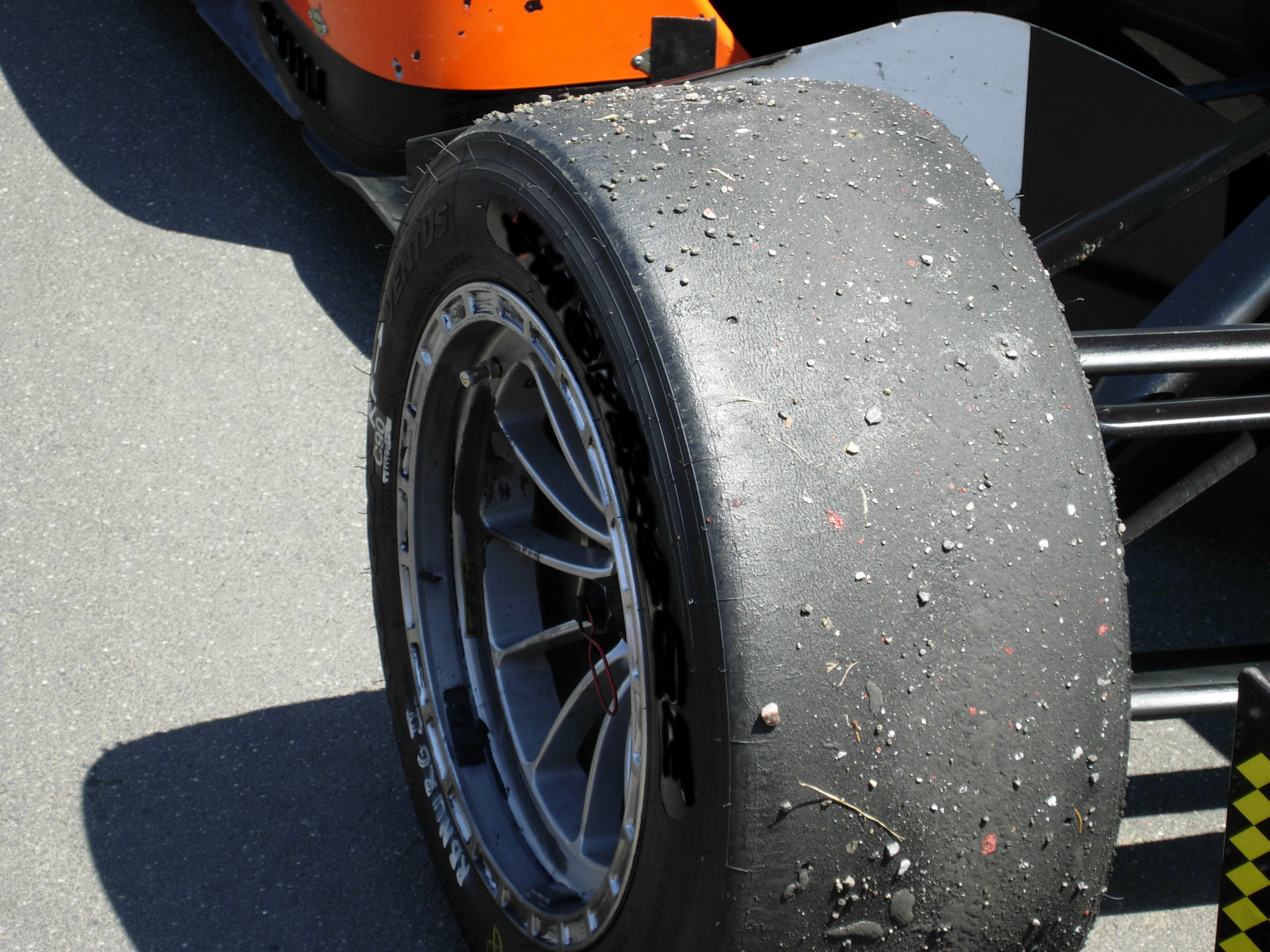
タイヤの粘着性により路面の小石やごみが付着している

スリックタイヤ（Slick tyre, Slick tire）とは、サイピング（排水用の溝）のない、主に舗装路面を走行するために使用される車両用のタイヤ。

## 特徴
自動車用スリックタイヤは路面との摩擦による発熱でタイヤ表面を溶かして高い粘着性を得ることを主目的としており、そのメカニズムはガムテープに似ている。そのためタイヤ表面が充分に加熱されていないと性能を充分に発揮することができない。その性質上、一般道の制限速度下では発熱によるグリップが得られず、逆に危険であるため使用されることは通常なく、主にモータースポーツにおいて乾燥舗装路面を走行する際に使用される。
溝がないため濡れた路面ではハイドロプレーニング現象が発生しやすく、水分がタイヤの熱を奪いグリップも著しく低下するため、雨天での使用は非常に危険である。この場合、スリックタイヤに溝を加工したカット・スリック、または雨専用のレインタイヤが使用される。ミシュランはFIA 世界耐久選手権用に小雨でも使える専用のスリックタイヤ(通称マジックスリック)を用意しているが、これは例外と言える。
ゴルフ場のカートやロードローラーなど地面や路面に模様を付けたくない場合の用途としても利用される。自転車用としては軽量に作ることが出来るので、舗装路面を速く快適に走るタイヤとしても利用されている。

## 法律

### 日本
道路運送車両法にて溝のない自動車用タイヤは公道で使用することができないためスリックタイヤは使えない（道路運送車両の保安基準の細目を定める告示167条による）。自転車の場合は使用可能である。

## モータースポーツ

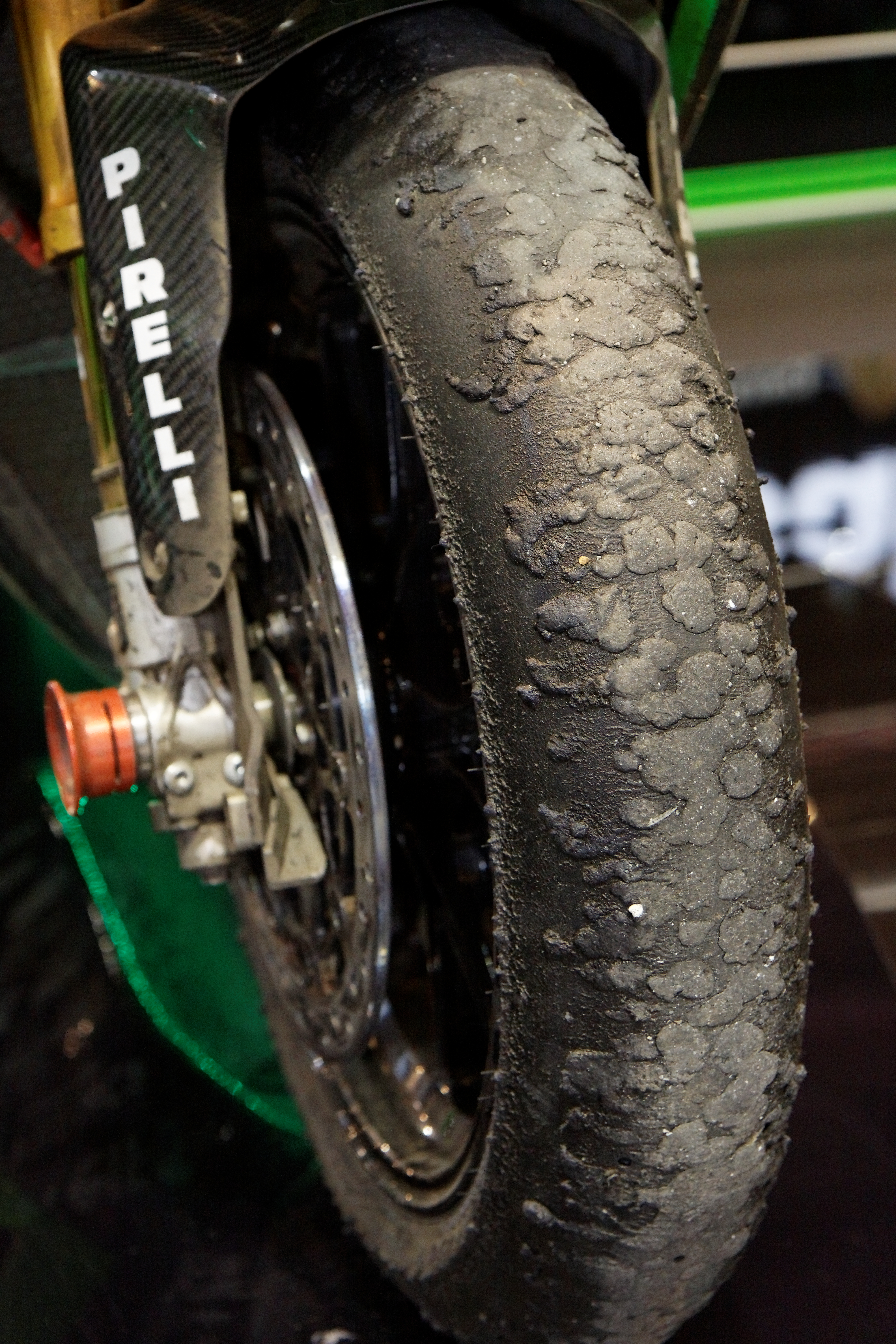
サーキット走行に用いられた後のタイヤ

路面状況によって性能が著しく変化するため、レース戦略やレーサーの好みに応じて、レースにおいては複数の種類が運用されることが多い。これらは長時間走行性維持性能や短時間における走行性能、路面の舗装の違い等に対応し、様々なものが使用される。短時間のグリップ性能を追求したタイヤは非常に軟らかく、アスファルトの上を走行する事によって、まるで消しゴムをかけるように簡単に表面がえぐられていく。
F1では1998年～2008年まで、危険なほど速くなり過ぎた旋回速度を制限する目的で、レギュレーションにより、グルーブドタイヤの使用が義務付けられていたが、2009年から再びスリックタイヤを使用している。

グルーブドタイヤによってコーナリングスピードは落ちたが、ストレートでスリックタイヤよりも速くなってしまった。これはグルーブドタイヤがスリックタイヤよりもコンパウンドが硬く、その分転がり抵抗が低減したためストレートのトップスピードが伸びたのである。
またタイヤ競争が激化していた時代には、各カテゴリにおいて予選用に、寿命は極端に短いが非常に高いグリップを得る事が可能な予選用タイヤ（Qタイヤ）なども用意されていた。しかし、寿命の短さを考慮してタイムアタック以外の周回に著しくペースダウンしてタイムアタック周回に最大限の性能を得ようとする行動が、タイムアタック中の車との速度差を助長して非常に危険であったことから、徐々にQタイヤは廃止されていった。現在では、予選と本戦で同一のタイヤを使用することを義務づけたり、予選と本戦を通じて使用できるタイヤの種類（コンパウンド）自体を指定したりと、Qタイヤが存在できないようにしているカテゴリが多い。スーパーバイク世界選手権はスーパーポール用に専用のQタイヤが用意される珍しいレースである。
ドラッグレースにおけるスリックタイヤは主にドラスリと呼ばれ、主な製造メーカーはミッキートンプソンやグッドイヤーなどである。このタイヤの特徴はラジアル構造ではなくバイアス構造であることと、コンパウンドが極端に柔らかいことである。空気圧も極端に低く設定され、タイヤがたわむことでグリップを稼ぐものである。

## 寿命
公道用タイヤと同様にスリップサインでコンパウンドの残量で知ることが出来る。表面にスリップサイン用の穴が開いており穴が無くなった（穴の深さに相当する部分まで磨耗した）場合、タイヤの寿命である。スリックタイヤの寿命は、まずタイヤの接地面を構成するゴムの磨耗状態で決定され、しばしば「コンパウンドが無くなる」と表現される。コンパウンド部分が失われるとグリップ力は急激に低下し、タイヤとしての性能を発揮できなくなる。
競技中に異常な発熱によりタイヤ表面が沸騰して気泡ができてしまうことがある。これはブリスターと呼ばれ、タイヤの性能は劇的に低下し、ほとんどの場合に交換を余儀なくされ、そのまま走行を続けるとバーストなどを起こす危険がある。
一度使用して高温に曝されたタイヤは表面の素材の組成が変化することとなり、これがグリップ力の低下を招く。このためコンパウンド自体が残っていても既に本格的な競技には使用できない場合もある。逆に、適切な温度で一度表面に熱を入れて表面の組成を意図的に変化させることでブリスターの発生を防ぐことができる。モータースポーツではこの行為を「皮むき」と呼ぶ。
この他、グリップ力がタイヤ表面の素材に依る所が大きく、製造後時間が経過しているものは未使用であっても劣化により性能を発揮できなくなる。これは他のタイヤにも言えることであるが、高性能を要求される競技用タイヤの場合、これはしばしば「賞味期限」などと呼ばれ、この期間は極端に短い。なお、タイヤ表面に吹き付けて古いタイヤのグリップ力を取り戻す「タイヤソフナー」と呼ばれる薬剤は、多くの公式競技ではタイヤの加工の一種と見なされ禁止されている。

## 入手に関する注意点
あくまで競技用タイヤであり、しかも一部の競技でしか使用できないことから、スリックタイヤを一般に流通させる必要性は無く、また法律上は公道で使用可能なSタイヤと違い、装着して公道に出ること自体が違反となるタイヤである。このため日本では、流通自体に自主規制がある。
- タイヤ自体に公道では使用できない旨が明記されており(多くは「For competition」という刻印がサイドウォールにある)、他のタイヤとの区別がしやすいようになっている。
- 多くの場合、特定の（スリックタイヤが使用できる）競技の参加者にしか販売されない。
- 競技の規則で「スリックタイヤの譲渡は不可」と定めていることが普通である

こうした自主規制により、一般の消費者が容易にスリックタイヤを入手・使用できないようなっている。しかしそのためSタイヤより安価に入手できるという、一見おかしな現象も起きている。

## その他
- ブロックパターンでない、舗装路走行用のMTB用タイヤをこう呼ぶ事もある。
- ゴルフ場で使用されるグリーン専用の乗用芝刈り機には、トレッドパターンで芝が傷むのを防ぐ目的でスリックタイヤが装着されている。ホイールサイズは主に8インチで、バイアス構造のものがほとんどである。